# A lyga 2021
A lyga 2021 var den 32:e säsongen av A lyga (sedan 1990), den högsta nivån i det litauiska fotbollssystemet. Säsongen inleddes den 5 mars och avslutades den 28 november 2021.

## Lag och arenor
10 lag har kvalificerat sig för spel i A lyga 2021 efter resultatet från A lyga 2020 och Pirma lyga 2020.
| Klubb             | Ort         | Stadion                         | Underlag  | Kapacitet | Placering 2020 |
| ----------------- | ----------- | ------------------------------- | --------- | --------- | -------------- |
| Banga             | Gargždai    | Gargždų stadionas               | Konstgräs | 2 300     | 4              |
| Dainava           | Alytus      | Alytaus stadionas               | Gräs      | 3 000     | 6 (Pirma lyga) |
| Džiugas           | Telšiai     | Telšių stadionas                | Gräs      | 3 000     | 4 (Pirma lyga) |
| Hegelmann Litauen | Kaunas      | NFA stadionas                   | Konstgräs | 500       | 2 (Pirma lyga) |
| Kauno Žalgiris    | Kaunas      | Tauro stadionas                 | Gräs      | 500       | 3              |
| Kauno Žalgiris    | Kaunas      | NFA stadionas                   | Konstgräs | 500       | 3              |
| Nevėžis           | Kėdainiai   | Kėdainių stadionas              | Gräs      | 3 000     | 1 (Pirma lyga) |
| Panevėžys         | Panevėžys   | Aukštaitijos stadionas          | Gräs      | 4 000     | 5              |
| Panevėžys         | Panevėžys   | Žemynos stadionas               | Konstgräs | 500       | 5              |
| Riteriai          | Vilnius     | LFF stadionas                   | Konstgräs | 5 067     | 6              |
| Riteriai          | Vilnius     | Sportima inomhus fotbollsarena  | Konstgräs | 3 157     | 6              |
| Sūduva            | Marijampolė | Hikvision fotbollsarena         | Gräs      | 6 250     | 2              |
| Sūduva            | Marijampolė | Hikvision inomhus fotbollsarena | Konstgräs | 2 660     | 2              |
| Žalgiris          | Vilnius     | LFF stadionas                   | Konstgräs | 5 067     | 1              |
| Žalgiris          | Vilnius     | Sportima inomhus fotbollsarena  | Konstgräs | 3 157     | 1              |

## Tabeller
Officiell hemsida (alyga.lt)
  
| Nr | Lag                   | S  | V  | O  | F  | GM | IM | MS  | P  |
| -- | --------------------- | -- | -- | -- | -- | -- | -- | --- | -- |
| 1  | Žalgiris (RM)         | 36 | 23 | 10 | 3  | 76 | 28 | +48 | 79 |
| 2  | Sūduva                | 36 | 21 | 7  | 8  | 64 | 33 | +31 | 70 |
| 3  | Kauno Žalgiris        | 36 | 18 | 9  | 9  | 55 | 39 | +16 | 63 |
| 4  | Panevėžys             | 36 | 16 | 12 | 8  | 55 | 40 | +15 | 60 |
| 5  | Hegelmann Litauen (U) | 36 | 14 | 11 | 11 | 53 | 38 | +15 | 53 |
| 6  | Riteriai              | 36 | 10 | 16 | 10 | 49 | 37 | +12 | 46 |
| 7  | Banga                 | 36 | 10 | 6  | 20 | 40 | 71 | −31 | 36 |
| 8  | Džiugas (U)           | 36 | 8  | 12 | 16 | 47 | 60 | −13 | 36 |
| 9  | Dainava (U)           | 36 | 9  | 11 | 16 | 39 | 56 | −17 | 35 |
| 10 | Nevėžis (U)           | 36 | 2  | 4  | 30 | 15 | 91 | −76 | 10 |

- DFK Dainava har börjat säsongen med tre poäng avdragna eftersom klubben inte har uppfyllt tillståndskriterier men beviljats deltagande enligt undantagsregeln.[3][4]